# Peronospora
Genre
Peronospora est un genre de champignons oomycètes de la famille des Peronosporaceae.
Ce genre comprend environ 75 espèces qui sont souvent des parasites biotrophes spécifiques de genres ou de familles de plantes herbacées dicotylédones. 
Ces pseudo-champignons pathogènes des plantes sont responsables de formes de mildiou notamment sur betterave, épinard, luzerne et  trèfle, chou, tabac, soja et pois.
L'espèce type est Peronospora rumicis Corda 1837 .

## Liste d'espèces
Selon Catalogue of Life (28 février 2019) :
- Peronospora achlydis S. Ito & Tokun., 1935
- Peronospora aconiti Y. N. Yu, 1979
- Peronospora actinostemmatis (Sawada) Skalický, 1966
- Peronospora aestivalis Syd., 1923
- Peronospora aethionematis Simonyan, 1976
- Peronospora affinis Rossmann, 1863
- Peronospora agrestis Gäum., 1918
- Peronospora agrimoniae Syd., 1923
- Peronospora agrorum Gäum., 1923
- Peronospora akatsukae S. Ito & Muray., 1943
- Peronospora alchemillae G. H. Otth, 1869
- Peronospora alkannae Vienn.-Bourg., 1969
- Peronospora alliariae-wasabi Gäum., 1918
- Peronospora alpestris Gäum., 1923
- Peronospora alpicola Gäum., 1923
- Peronospora alsinearum Casp., 1855
- Peronospora alta Fuckel, 1870
- Peronospora alyssi-calycini Gäum., 1918
- Peronospora alyssi-incani Gäum., 1918
- Peronospora alyssi-maritimi Kochman, 1967
- Peronospora americana Gäum., 1919
- Peronospora amethysteae Lebedeva, 1931
- Peronospora andicola Speg., 1925
- Peronospora antirrhini J. Schröt., 1874
- Peronospora aparines (de Bary) Gäum., 1923
- Peronospora apula Voglmayr, 2014
- Peronospora aquatica Gäum., 1918
- Peronospora arabidis-glabrae Gäum., 1918
- Peronospora arabidis-hirsutae Gäum., 1918
- Peronospora arabidis-oxyphyllae Gäum., 1918
- Peronospora arabidis-strictae Jacz., 1931
- Peronospora arabidis-turritae Gäum., 1918
- Peronospora arborescens (Berk.) de Bary, 1863
- Peronospora arenariae (Berk.) Tul., 1854
- Peronospora argemones Gäum., 1923
- Peronospora arnebiae Golovin, 1950
- Peronospora arthurii Farl., 1883
- Peronospora arvensis Gäum., 1918
- Peronospora astragali Syd., 1923
- Peronospora astragali-purpurei Mayor & Vienn.-Bourg., 1949
- Peronospora astragalina Syd., 1923
- Peronospora atlantica Gäum., 1923
- Peronospora aubrietae Mayor, 1964
- Peronospora axyridis Benua, 1931
- Peronospora belbahrii Thines, 2009
- Peronospora bocconiae Syd., 1939
- Peronospora boehmeriae G. Y. Yin & Z. S. Yang, 1994
- Peronospora boni-henrici Gäum., 1919
- Peronospora brachycomes Enkina, 1969
- Peronospora bulbocapni Beck, 1886
- Peronospora buniadis Gäum., 1918
- Peronospora cakiles Savile, 1957
- Peronospora calepinae Gäum., 1918
- Peronospora calotheca de Bary, 1858
- Peronospora campestris Gäum., 1923
- Peronospora canadensis Gäum., 1923
- Peronospora canescens Benua, 1931
- Peronospora canscorina Tilak & M. S. Patil, 1975
- Peronospora capsici J. F. Tao & T. J. Li, 1981
- Peronospora cardariae-repentis N. P. Golovina, 1959
- Peronospora carniolica Gäum., 1923
- Peronospora carpoceratis Byzova, 1977
- Peronospora celsiae Syd. & P. Syd., 1912
- Peronospora centranthi Massenot, 1969
- Peronospora cephalariae Vincens, 1913
- Peronospora cephalariae-laevigatae Săvul. & Rayss, 1935
- Peronospora cerastii-anomali Săvul. & Rayss, 1930
- Peronospora cerastii-brachypetali Săvul. & Rayss, 1932
- Peronospora cerastii-glandulosi S. Ito & Tokun., 1935
- Peronospora ceratocarpi Kalymb., 1961
- Peronospora cerinthes Uljan., 1931
- Peronospora chamaesphaci Kalymb., 1961
- Peronospora chamaesycis G. W. Wilson, 1914
- Peronospora chartolomatis Golovin & Kalymb., 1952
- Peronospora chelidonii Miyabe, 1931
- Peronospora chenopodii-ambrosioidis Golenia, 1962
- Peronospora chlorae de Bary, 1872
- Peronospora chorisporae Gäum., 1918
- Peronospora chrysosplenii Fuckel, 1870
- Peronospora ciceris D. K. Agarwal, Kulshr., Bhalla & A. K. Sarbhoy, 2003
- Peronospora cilicica Bremer & Gäum., 1945
- Peronospora clinopodii Terui, 1978
- Peronospora conferta (Unger) Unger, 1847
- Peronospora conglomerata Fuckel, 1863
- Peronospora conringiae Gäum., 1918
- Peronospora consolidae Lagerh. ex Gäum. 1923
- Peronospora constantineanui Săvul. & Rayss, 1932
- Peronospora convolvuli J. C. Lindq., 1946
- Peronospora corollae Tranzschel, 1895
- Peronospora coronillae Gäum., 1923
- Peronospora coronillicola Sousa da Câmara & Oliveira, 1944
- Peronospora coronopi Gäum., 1918
- Peronospora cortusae Gäum. & S. Blumer, 1947
- Peronospora corydalis de Bary, 1863
- Peronospora corydalis-intermediae Gäum., 1923
- Peronospora crambes Jacz., 1931
- Peronospora crispula Fuckel, 1870
- Peronospora cristata Tranzschel, 1902
- Peronospora crucianellae Maire, 1945
- Peronospora cryptosporae Annal., 1960
- Peronospora cucubali S. Ito & Tokun., 1935
- Peronospora cucumeris (Sawada) Skalický, 1966
- Peronospora cyparissiae de Bary, 1863
- Peronospora cytisi Rostr., 1892
- Peronospora danica Gäum., 1923
- Peronospora daturae Hulea, 1955
- Peronospora davisii C. G. Shaw, 1951
- Peronospora debaryi E. S. Salmon & Ware, 1929
- Peronospora desertorum Jacz., 1931
- Peronospora desmodii Miyabe, 1935
- Peronospora destructor (Berk.) Casp. ex Berk. 1860
- Peronospora dianthi de Bary, 1863
- Peronospora dicentrae Syd., 1923
- Peronospora digitalis Gäum., 1923
- Peronospora dilachnis Milovtz., 1937
- Peronospora dipeltae Jacz., 1931
- Peronospora diplachnis Milovtz., 1937
- Peronospora diplotaxidis Gäum., 1918
- Peronospora dipsaci Tul., 1854
- Peronospora diptychocarpi Kalymb., 1961
- Peronospora dorycnii Uljan., 1960
- Peronospora drabae-majusculae Lindtner, 1956
- Peronospora dracocephali C. J. Li & Z. Y. Zhao, 1998
- Peronospora ducometi Siemaszko & Jank., 1929
- Peronospora echii (Krieg.) Jacz., 1931
- Peronospora echinopsili Tunkina, 1955
- Peronospora eigii Rayss, 1938
- Peronospora elsholtziae T. R. Liu & C. K. Pai, 1985
- Peronospora embergeri Mayor & Vienn.-Bourg., 1949
- Peronospora erigoni Solheim & Gilb., 1973
- Peronospora erinicola Durrieu, 1964
- Peronospora eritrichi S. Ito & Tokun., 1935
- Peronospora erodii Fuckel, 1868
- Peronospora erucastri Gäum., 1918
- Peronospora ervi A. Gustavsson, 1959
- Peronospora erythraeae J.G. Kühn ex Gäum. 1923
- Peronospora esperaussensis Mayor, 1952
- Peronospora esulae Gäum., 1919
- Peronospora euclidii Săvul. & Rayss, 1932
- Peronospora euphorbiae Fuckel, 1919
- Peronospora euphorbiae-glyptospermae Gäum., 1919
- Peronospora eurotiae Kalymb., 1961
- Peronospora fabae Jacz. & Sergeeva, 1931
- Peronospora fagopyri Elenev ex Jacz. & P.A. Jacz. 1931
- Peronospora farinosa (Fr.) Fr., 1849
- Peronospora favargeri Mayor & Vienn.-Bourg., 1951
- Peronospora ficariae Tul., 1854
- Peronospora flava Gäum., 1923
- Peronospora fontana A. Gustavsson, 1987
- Peronospora fujitae S. Ito & Tokun., 1935
- Peronospora gaeumannii Mundk., 1938
- Peronospora galegae Săvul. & Rayss, 1930
- Peronospora galeopsidis Lobik, 1931
- Peronospora galii Fuckel, 1863
- Peronospora galii-anglici Uljan., 1960
- Peronospora galii-pedemontani Săvul. & Rayss, 1932
- Peronospora galii-rubioidis Săvul. & Rayss, 1932
- Peronospora galii-trifidi S. Ito & Tokun., 1935
- Peronospora galii-veri Gäum., 1918
- Peronospora gei Syd., 1923
- Peronospora gigantea Gäum., 1923
- Peronospora glaucii Lobik, 1931
- Peronospora glechomae Oescu & Rădul., 1934
- Peronospora goldbachiae Jacz., 1931
- Peronospora golovinii Kalymb., 1953
- Peronospora gregoriae S. Blumer, 1944
- Peronospora grisea de Bary, 1863
- Peronospora gypsophilae Jacz., 1931
- Peronospora hariotii Gäum., 1919
- Peronospora heliophilae E. Müll. & Poelt, 1964
- Peronospora hellebori-purpurascentis Săvul. & Rayss, 1935
- Peronospora helvetica Gäum., 1923
- Peronospora hiemalis Gäum., 1923
- Peronospora hiratsukae S. Ito & Tokun., 1935
- Peronospora hommae S. Ito & Tokun., 1935
- Peronospora honckenyae (Syd. & P. Syd.) Syd., 1923
- Peronospora hornungiae A. Gustavsson, 1959
- Peronospora hylomeconis S. Ito & Tokun., 1935
- Peronospora hymenolobi Annal., 1960
- Peronospora hyoscyami de Bary, 1863
- Peronospora hypecoi Jacz. & P. A. Jacz., 1931
- Peronospora hypericifoliae S. Sinha & S. B. Mathur, 1958
- Peronospora ibarakii S. Ito & Muray., 1943
- Peronospora iberidis Gäum., 1927
- Peronospora ibrahimovii T. M. Achundov, 1970
- Peronospora illyrica Gäum., 1923
- Peronospora insubrica Gäum., 1923
- Peronospora iolotanica Kolosch., 1951
- Peronospora iranica Petr. & Esfand., 1941
- Peronospora iwatensis S. Ito & Muray., 1943
- Peronospora jaapiana Magnus, 1910
- Peronospora jacksonii C. G. Shaw, 1951
- Peronospora jaczewskii Săvul. & Rayss, 1934
- Peronospora jagei Thines & V. Kumm., 2013
- Peronospora jordanovii Krousheva, 1967
- Peronospora karelii Bremer & Gäum., 1945
- Peronospora knautiae Fuckel, 1886
- Peronospora kochiae-prostratae Sandu & Iacob, 1970
- Peronospora kochiae-scopariae Kochman & T. Majewski, 1967
- Peronospora lagerheimii Gäum., 1923
- Peronospora lallemantiae Golovin & Kalymb., 1953
- Peronospora lamii A. Braun, 1857
- Peronospora lanceolatae Gapon., 1972
- Peronospora lathyri-aphacae Săvul. & Rayss, 1930
- Peronospora lathyri-hirsuti Săvul. & Rayss, 1934
- Peronospora lathyri-humilis Benua, 1931
- Peronospora lathyri-maritimi Jermal., 1966
- Peronospora lathyri-palustris Gäum., 1923
- Peronospora lathyri-pisiformis M. I. Nikol., 1970
- Peronospora lathyri-rosei Osipian, 1968
- Peronospora lathyri-verni A. Gustavsson, 1959
- Peronospora lathyri-versicoloris Săvul. & Rayss, 1932
- Peronospora lathyrina Vienn.-Bourg., 1950
- Peronospora leonuri T. R. Liu & C. K. Pai, 1985
- Peronospora lepidii-sativi Gäum., 1918
- Peronospora lepidii-virginici Gäum., 1918
- Peronospora leptalei Kolosch., 1951
- Peronospora leptoclada Sacc., 1882
- Peronospora leptopyri C. K. Pai, 1957
- Peronospora lilii Stenina, 1968
- Peronospora limonii Simonyan, 1976
- Peronospora linariae Fuckel, 1870
- Peronospora linariae-genistifoliae Săvul. & Rayss, 1932
- Peronospora lithospermi Gäum., 1923
- Peronospora litwinowiae Kalymb., 1961
- Peronospora luffae (Sawada) Skalický, 1966
- Peronospora lychnitis Gäum., 1923
- Peronospora lycii L. Ling & M. C. Tai, 1946
- Peronospora malcolmiae Lobik, 1931
- Peronospora manshurica (Naumov) Syd., 1923
- Peronospora matthiolae Gäum., 1918
- Peronospora maublancii Săvul. & Rayss, 1934
- Peronospora mayorii Gäum., 1923
- Peronospora meconopsidis Mayor, 1958
- Peronospora media Gäum., 1920
- Peronospora medicaginis-minimae Gapon., 1972
- Peronospora medicaginis-orbicularis Rayss, 1945
- Peronospora medicaginis-tianschanicae Gapon., 1972
- Peronospora megasperma Berl., 1898
- Peronospora melampyri (Bucholtz) Davis, 1932
- Peronospora melampyri-cristati Săvul. & Rayss, 1930
- Peronospora melandryi Gäum., 1923
- Peronospora melandryi-noctiflori Săvul. & Rayss, 1935
- Peronospora meliloti Syd., 1923
- Peronospora melissiti Byzova & Dejeva, 1977
- Peronospora menioci Kolosch., 1951
- Peronospora menthae X. Y. Cheng & H. C. Bai, 1986
- Peronospora mesembryanthemi Verwoerd, 1924
- Peronospora microulae Y. R. Meng & G. Y. Yin, 1989
- Peronospora minima G. W. Wilson, 1914
- Peronospora mirabilis Jacz., 1931
- Peronospora moenchiae Sousa da Câmara & Oliveira, 1944
- Peronospora momordicae (Sawada) Skalický, 1966
- Peronospora moreani Rayss, 1934
- Peronospora myagri Mayor, 1962
- Peronospora myosotidis de Bary, 1863
- Peronospora narbonensis Gäum., 1920
- Peronospora nasturtii-montani Gäum., 1918
- Peronospora nasturtii-palustris S. Ito & Tokun., 1935
- Peronospora nemophilae C. G. Shaw, 1951
- Peronospora nonneae Jacz. & Sergeeva, 1931
- Peronospora oblatispora Y. J. Choi, Constant. & H. D. Shin, 2007
- Peronospora obovata Bonord., 1860
- Peronospora odessana Voglmayr & Korytnianska, 2015
- Peronospora oerteliana J. G. Kühn, 1884
- Peronospora omphalodis Gäum., 1923
- Peronospora ononidis G. W. Wilson, 1910
- Peronospora ornithopi Gäum., 1923
- Peronospora orobi Gäum., 1923
- Peronospora orontii J. Schröt. ex Syd. 1913
- Peronospora oxalidis Verwoerd & Du Plessis, 1932
- Peronospora oxytropis Gäum., 1923
- Peronospora pachyphragmatis-macrophylli Savinceva, 1974
- Peronospora palustris Gäum., 1918
- Peronospora parietariae Vanev & E. G. Dimitrova, 1988
- Peronospora parva Gäum., 1926
- Peronospora patriniae Kalymb., 1961
- Peronospora paula A. Gustavsson, 1959
- Peronospora pedicularis Palm, 1911
- Peronospora pennsylvanica Gäum., 1923
- Peronospora perillae Miyabe, 1935
- Peronospora phacae Gäum., 1923
- Peronospora phlogina Dietel & Holw., 1894
- Peronospora pocutica T. Majewski, 1969
- Peronospora polycarpi Mayor & Vienn.-Bourg., 1950
- Peronospora polygoni Halst., 1919
- Peronospora polygoni-convolvuli A. Gustavsson, 1959
- Peronospora pospelovii Gapon., 1972
- Peronospora potentillae de Bary, 1863
- Peronospora potentillae-americanae Gäum., 1923
- Peronospora potentillae-anserinae Gäum., 1923
- Peronospora potentillae-reptantis Gäum., 1923
- Peronospora potentillae-sterilis Gäum., 1923
- Peronospora pseudostellariae G. Y. Yin & Z. S. Yang, 1994
- Peronospora pulmonariae Gäum., 1919
- Peronospora pulveracea Fuckel, 1863
- Peronospora radii de Bary, 1864
- Peronospora ranunculi Gäum., 1923
- Peronospora ranunculi-carpatici Săvul. & Rayss, 1932
- Peronospora ranunculi-oxyspermi Jacz. & Sergeeva, 1931
- Peronospora ranunculi-peduncularis Roiv., 1977
- Peronospora ranunculi-sardoi Săvul. & Rayss, 1930
- Peronospora ranunculi-steveni Săvul. & Rayss, 1930
- Peronospora rapistri Jacz. & Sergeeva, 1931
- Peronospora rhaetica Gäum., 1923
- Peronospora rocheliae Kalymb., 1961
- Peronospora romanica Săvul. & Rayss, 1932
- Peronospora rossica Gäum., 1923
- Peronospora rubiae Gäum., 1923
- Peronospora ruegeriae Gäum., 1923
- Peronospora rugosa Jacz. & P. A. Jacz., 1931
- Peronospora rumicis Corda, 1837
- Peronospora rumicis-rosei Rayss, 1945
- Peronospora sakamotoi S. Ito & Tokun., 1935
- Peronospora salicorniae Enkina, 1969
- Peronospora salviae-officinalis Y. J. Choi, Thines & H. D. Shin, 2009
- Peronospora salviae-plebeiae Y. J. Choi, Thines & H. D. Shin, 2009
- Peronospora sanguisorbae Gäum., 1923
- Peronospora satarensis S. D. Patil, 1962
- Peronospora saturejae-hortensis Osipian, 1968
- Peronospora savulescui Rayss, 1938
- Peronospora saxatilis Gäum., 1918
- Peronospora saxifragae Bubák, 1903
- Peronospora scleranthi Rabenh. ex J. Schröt. 1886
- Peronospora scutellariae Gäum., 1923
- Peronospora senneniana Gonz. Frag. & Sacc., 1917
- Peronospora septentrionalis Gäum., 1923
- Peronospora sherardiae Fuckel, 1863
- Peronospora sideritidis Byzova, 1977
- Peronospora silvatica Gäum., 1919
- Peronospora silvestris Gäum., 1918
- Peronospora simonianii Osipian, 1968
- Peronospora sinensis D. Z. Tang, 1985
- Peronospora sisymbrii-intermedii Gäum., 1918
- Peronospora sisymbrii-officinalis Gäum., 1918
- Peronospora sisymbrii-orientalis Gäum., 1918
- Peronospora solenanthi Byzova, 1977
- Peronospora somniferi Voglmayr, 2014
- Peronospora sonchi Gapon., 1952
- Peronospora sophiae-pinnatae Gäum., 1918
- Peronospora sordida Berk., 1861
- Peronospora sparsa Berk., 1862
- Peronospora speculariae Gäum., 1919
- Peronospora stachydis Syd., 1923
- Peronospora statices Lobik, 1928
- Peronospora streptolomatis Golovin & Kalymb., 1953
- Peronospora symphyti Gäum., 1923
- Peronospora syreniae Enkina, 1969
- Peronospora syreniae-cuspidatae Oescu & Rădul., 1932
- Peronospora sysymbrii-officinalis Gäum., 1918
- Peronospora takahashii S. Ito, 1943
- Peronospora taurica Jacz., 1931
- Peronospora tauscheriae Kalymb., 1961
- Peronospora teesdaliae Gäum., 1918
- Peronospora teloxydis Jacz. & P. A. Jacz., 1931
- Peronospora tetragonolobi Gäum., 1923
- Peronospora tetragonolobi-palestini Rayss, 1938
- Peronospora teucrii Gäum., 1923
- Peronospora thlaspeos-alpestris Gäum., 1918
- Peronospora thyrocarpi L. Ling & M. C. Tai, 1946
- Peronospora tomentosa Fuckel, 1863
- Peronospora tornensis Gäum., 1923
- Peronospora torulariae Domashova, 1960
- Peronospora tozziae Gäum. & S. Blumer, 1947
- Peronospora trichotoma Massee, 1887
- Peronospora trifolii-cherleri Rayss, 1961
- Peronospora trifolii-clypeati Rayss, 1961
- Peronospora trifolii-formosi Rayss, 1961
- Peronospora trifolii-minoris Gäum., 1923
- Peronospora trifolii-pilularis Rayss, 1961
- Peronospora trifolii-purpurei Rayss, 1961
- Peronospora trifoliorum de Bary, 1863
- Peronospora trigonellae Gäum., 1923
- Peronospora trigonotidis S. Ito & Tokun., 1935
- Peronospora turritidis Gäum., 1918
- Peronospora uljanishchevii Tunkina, 1955
- Peronospora ussuriensis Jacz., 1931
- Peronospora valerianae Trail, 1889
- Peronospora valerianellae Fuckel, 1863
- Peronospora valesiaca Gäum., 1919
- Peronospora verbasci Gäum., 1923
- Peronospora verbenae U. Braun, Jage, Udo Richt. & H. J. Zimm., 2009
- Peronospora verna Gäum., 1918
- Peronospora vernalis Gäum., 1923
- Peronospora veronicae-cymbalariae Rayss, 1945
- Peronospora vexans Gäum., 1923
- Peronospora viciae (Berk.) de Bary, 1863
- Peronospora viciae-venosae Jacz. & P. A. Jacz., 1931
- Peronospora viennotii Mayor, 1952
- Peronospora violacea Berk., 1860
- Peronospora violae de Bary, 1863
- Peronospora vvedenskyi Golovin, 1950
- Peronospora whippleae Ellis & Everh., 1895
- Peronospora yamadana Togashi, 1935
- Peronospora ziziphorae Byzova, 1964

Selon Index Fungorum (28 février 2019) :
- Peronospora achlydis S. Ito & Tokun. 1935
- Peronospora aconiti Y.N. Yu 1979
- Peronospora actinostemmatis (Sawada) Skalický 1966
- Peronospora aestivalis Syd. 1923
- Peronospora aethionematis Simonyan 1976
- Peronospora affinis Rossmann 1857
- Peronospora agrestis Gäum. 1918
- Peronospora agrimoniae Syd. 1923
- Peronospora agrorum Gäum. 1923
- Peronospora akatsukae S. Ito & Muray. 1943
- Peronospora alchemillae G.H. Otth 1869
- Peronospora alkannae Vienn.-Bourg. 1969
- Peronospora alliariae-wasabi Gäum. 1918
- Peronospora alliorum Fuckel 1864
- Peronospora alpestris Gäum. 1923
- Peronospora alpicola Gäum. 1923
- Peronospora alsinearum Casp. 1855
- Peronospora alta Fuckel 1870
- Peronospora alyssi-calycini Gäum. 1918
- Peronospora alyssi-incani Gäum. 1918
- Peronospora alyssi-maritimi Kochman 1967
- Peronospora americana Gäum. 1919
- Peronospora amethysteae Lebedeva 1931
- Peronospora amethysteae Yu Li & J.K. Bai 1988
- Peronospora anagallidis J. Schröt. 1874
- Peronospora anchusae Ziling 1928
- Peronospora andicola Speg. 1925
- Peronospora andina Speg. 1909
- Peronospora androsaces Niessl 1874
- Peronospora anemones Tramier 1960
- Peronospora anemones Tramier 1964
- Peronospora antirrhini J. Schröt. 1874
- Peronospora aparines (de Bary) Gäum. 1923
- Peronospora apiospora G. Poirault 1915
- Peronospora apuli Voglmayr 2014
- Peronospora aquatica Gäum. 1918
- Peronospora arabidis-glabrae Gäum. 1918
- Peronospora arabidis-hirsutae Gäum. 1918
- Peronospora arabidis-oxyphyllae Gäum. 1918
- Peronospora arabidis-strictae Jacz. 1931
- Peronospora arabidis-turritae Gäum. 1918
- Peronospora arborescens (Berk.) de Bary 1863
- Peronospora arenariae (Berk.) Tul. 1854
- Peronospora arenariae-macrospora Farl. 1884
- Peronospora argemones Gäum. 1923
- Peronospora arnebiae Golovin 1950
- Peronospora arthurii Farl. 1883
- Peronospora arvensis Gäum. 1918
- Peronospora asperuginis J. Schröt. 1886
- Peronospora asperulae-aparines Petr. 1930
- Peronospora astragali Syd. 1923
- Peronospora astragali-purpurei Mayor & Vienn.-Bourg. 1949
- Peronospora astragalina Syd. 1923
- Peronospora atlantica Gäum. 1923
- Peronospora aubrietae Mayor 1964
- Peronospora australis Speg. 1881
- Peronospora axyridis Benua 1931
- Peronospora barcinonae Ferraris
- Peronospora beccarii Pass. 1867
- Peronospora belbahrii Thines 2009
- Peronospora bocconiae Syd. 1939
- Peronospora boehmeriae G.Y. Yin & Z.S. Yang 1994
- Peronospora boni-henrici Gäum. 1919
- Peronospora bothriospermi Sawada 1927
- Peronospora brachycomes Enkina 1969
- Peronospora bulbocapni Beck 1886
- Peronospora buniadis Gäum. 1918
- Peronospora cakiles Savile 1957
- Peronospora calaminthae Fuckel 1866
- Peronospora calandriniae Speg. 1909
- Peronospora calepinae Gäum. 1918
- Peronospora calotheca de Bary 1858
- Peronospora campestris Gäum. 1923
- Peronospora canadensis Gäum. 1923
- Peronospora canescens Benua 1931
- Peronospora canscorina Tilak & M.S. Patil 1975
- Peronospora capparis Sawada 1942
- Peronospora capsici J.F. Tao & T.J. Li 1981
- Peronospora cardariae-repentis N.P. Golovina 1959
- Peronospora carniolica Gäum. 1923
- Peronospora carpoceratis Byzova 1977
- Peronospora casparyi Jae S. Lee & Y.J. Choi 2017
- Peronospora celsiae Syd. & P. Syd. 1912
- Peronospora centranthi Massenot 1969
- Peronospora cephalariae Vincens 1913
- Peronospora cephalariae-laevigatae Săvul. & Rayss 1935
- Peronospora cerastii-anomali Săvul. & Rayss 1930
- Peronospora cerastii-brachypetali Săvul. & Rayss 1932
- Peronospora cerastii-glandulosi S. Ito & Tokun. 1935
- Peronospora ceratocarpi Kalymb. 1961
- Peronospora cerinthes Uljan. 1931
- Peronospora chamaesphaci Kalymb. 1961
- Peronospora chamaesycis G.W. Wilson 1914
- Peronospora chartolomatis Golovin & Kalymb. 1952
- Peronospora chelidonii Miyabe 1931
- Peronospora chenopodii Casp. 1854
- Peronospora chenopodii-ambrosioidis Golenia 1962
- Peronospora chlorae de Bary 1872
- Peronospora chorisporae Gäum. 1918
- Peronospora chrysosplenii Fuckel 1870
- Peronospora ciceris D.K. Agarwal, Kulshr., Bhalla & A.K. Sarbhoy 2003
- Peronospora cilicica Bremer & Gäum. 1945
- Peronospora claytoniae Farl. 1883
- Peronospora clinopodii Terui 1978
- Peronospora conferta (Unger) Unger 1847
- Peronospora conglomerata Fuckel 1863
- Peronospora conii Tul. 1854
- Peronospora conringiae Gäum. 1918
- Peronospora consolidae Lagerh. ex Gäum. 1923
- Peronospora constantineanui Săvul. & Rayss 1932
- Peronospora convolvuli J.C. Lindq. 1946
- Peronospora corollae Tranzschel 1895
- Peronospora coronillae Gäum. 1923
- Peronospora coronillae-minimae Vienn.-Bourg. 1954
- Peronospora coronillicola Sousa da Câmara & Oliveira 1944
- Peronospora coronopi Gäum. 1918
- Peronospora coronopi-procumbentis Vienn.-Bourg. 1954
- Peronospora cortusae Gäum. & S. Blumer 1947
- Peronospora corydalis de Bary 1863
- Peronospora corydalis-intermediae Gäum. 1923
- Peronospora crambes Jacz. 1931
- Peronospora crispula Fuckel 1870
- Peronospora cristata Tranzschel 1902
- Peronospora crossostephii Sawada 1941
- Peronospora crucianellae Lindtner 1956
- Peronospora crucianellae Maire 1945
- Peronospora crustosa (Fr.) Fr. 1849
- Peronospora cryptosporae Annal. 1960
- Peronospora cryptosporae Annal. 1961
- Peronospora cucubali S. Ito & Tokun. 1935
- Peronospora cucumeris (Sawada) Skalický 1966
- Peronospora curta Casp. 1860
- Peronospora cynoglossi Burrill 1890
- Peronospora cyparissiae de Bary 1863
- Peronospora cytisi Rostr. 1892
- Peronospora danica Gäum. 1923
- Peronospora daturae Hulea 1955
- Peronospora davisii C.G. Shaw 1951
- Peronospora debaryi E.S. Salmon & Ware 1929
- Peronospora desertorum Jacz. 1931
- Peronospora desmodii Miyabe 1935
- Peronospora destructor (Berk.) Casp. ex Berk. 1860
- Peronospora dianthi de Bary 1863
- Peronospora dianthicola Barthelet 1953
- Peronospora dianthicola R. Heim 1946
- Peronospora dicentrae Syd. 1923
- Peronospora digitalis Gäum. 1923
- Peronospora dilachnis Milovtz. 1937
- Peronospora dipeltae Jacz. 1931
- Peronospora diplachnis Milovtz. 1937
- Peronospora diplotaxidis Gäum. 1918
- Peronospora dipsaci Tul. 1854
- Peronospora diptychocarpi Kalymb. 1961
- Peronospora dorycnii Uljan. 1960
- Peronospora drabae-majusculae Lindtner 1956
- Peronospora dracocephali C.J. Li & Z.Y. Zhao 1998
- Peronospora dubia Berl. 1898
- Peronospora ducometi Siemaszko & Jank. 1929
- Peronospora echii (Krieg.) Jacz. 1931
- Peronospora echinopsili Tunkina 1955
- Peronospora echinospermi Burrill 1890
- Peronospora eigii Rayss 1938
- Peronospora elsholtziae T.R. Liu & C.K. Pai 1985
- Peronospora embergeri Mayor & Vienn.-Bourg. 1949
- Peronospora epilobii Rabenh. 1873
- Peronospora eranthidis (Pass.) A. Fisch. 1892
- Peronospora erigoni Solheim & Gilb. 1973
- Peronospora erini Vienn.-Bourg. 1954
- Peronospora erinicola Durrieu 1964
- Peronospora eritrichi S. Ito & Tokun. 1935
- Peronospora erodii Fuckel 1868
- Peronospora erucastri Gäum. 1918
- Peronospora ervi A. Gustavsson 1959
- Peronospora erythraeae J.G. Kühn ex Gäum. 1923
- Peronospora esperaussensis Mayor 1952
- Peronospora esulae Gäum. 1919
- Peronospora euclidii Săvul. & Rayss 1932
- Peronospora euphorbiae Fuckel 1919
- Peronospora euphorbiae-glyptospermae Gäum. 1919
- Peronospora euphorbiae-thymifoliae Sawada 1927
- Peronospora eurotiae Domashova & Gamalizk. 1962
- Peronospora eurotiae Kalymb. 1961
- Peronospora exigua Wm.G. Sm. 1884
- Peronospora fabae Jacz. & Sergeeva 1931
- Peronospora fagopyri Elenev ex Jacz. & P.A. Jacz. 1931
- Peronospora fagopyri I. Tanaka 1934
- Peronospora farinosa (Fr.) Fr. 1849
- Peronospora favargeri Mayor & Vienn.-Bourg. 1951
- Peronospora ficariae Tul. 1854
- Peronospora filicum Rabenh. 1865
- Peronospora fintelmannii Casp. 1855
- Peronospora flava Gäum. 1923
- Peronospora fontana A. Gustavsson 1987
- Peronospora fritzii J. Schröt. 1883
- Peronospora fujitae S. Ito & Tokun. 1935
- Peronospora gaeumannii Mundk. 1938
- Peronospora galegae Săvul. & Rayss 1930
- Peronospora galeopsidis Lobik 1931
- Peronospora galii Fuckel 1863
- Peronospora galii-anglici Uljan. 1960
- Peronospora galii-pedemontani Săvul. & Rayss 1932
- Peronospora galii-rubioidis Săvul. & Rayss 1932
- Peronospora galii-trifidi S. Ito & Tokun. 1935
- Peronospora galii-veri Gäum. 1918
- Peronospora gaumanniana Jaap 1918
- Peronospora gei Syd. 1923
- Peronospora gentianae Rostr. 1883
- Peronospora gigantea Gäum. 1923
- Peronospora giliae Ellis & Everh. 1895
- Peronospora glaucii Lobik 1931
- Peronospora glaucii Săvul. & Rayss 1935
- Peronospora glechomae Oescu & Rădul. 1934
- Peronospora goldbachiae Jacz. 1931
- Peronospora golovinii Kalymb. 1953
- Peronospora gossypina Av.-Saccá 1920
- Peronospora gregoriae S. Blumer 1944
- Peronospora grisea Rabenh. 1850
- Peronospora grisea Unger 1847
- Peronospora gypsophilae Jacz. 1931
- Peronospora hariotii Gäum. 1919
- Peronospora hedeomatis Kellerm. & Swingle 1890
- Peronospora helianthi Rostr.
- Peronospora heliophilae E. Müll. & Poelt 1964
- Peronospora hellebori-purpurascentis Săvul. & Rayss 1935
- Peronospora helvetica Gäum. 1923
- Peronospora heraclei Rabenh. 1881
- Peronospora herniariae de Bary 1863
- Peronospora hiemalis Gäum. 1923
- Peronospora hiratsukae S. Ito & Tokun. 1935
- Peronospora holostei Casp. ex de Bary 1863
- Peronospora hommae S. Ito & Tokun. 1935
- Peronospora honckenyae (Syd. & P. Syd.) Syd. 1923
- Peronospora hornungiae A. Gustavsson 1959
- Peronospora hydrophylli Waite 1892
- Peronospora hylomeconis Golovin & Bunkina 1961
- Peronospora hylomeconis S. Ito & Tokun. 1935
- Peronospora hymenolobi Annal. 1960
- Peronospora hyoscyami de Bary 1863
- Peronospora hypecoi Bremer 1953
- Peronospora hypecoi Jacz. & P.A. Jacz. 1931
- Peronospora hypericifoliae S. Sinha & S.B. Mathur 1958
- Peronospora ibarakii S. Ito & Muray. 1943
- Peronospora iberidis Gäum. 1927
- Peronospora ibrahimovii T.M. Achundov 1970
- Peronospora illyrica Gäum. 1923
- Peronospora impatientis Ellis & Everh. 1891
- Peronospora indica Gäum. 1923
- Peronospora indica Syd. & P. Syd. 1921
- Peronospora insubrica Gäum. 1923
- Peronospora iolotanica Kolosch. 1951
- Peronospora iranica Petr. & Esfand. 1941
- Peronospora iwatensis S. Ito & Muray. 1943
- Peronospora jaapiana Magnus 1910
- Peronospora jacksonii C.G. Shaw 1951
- Peronospora jaczewskii Săvul. & Rayss 1934
- Peronospora jagei Thines & V. Kumm. 2013
- Peronospora jordanovii Krousheva 1967
- Peronospora karelii Bremer & Gäum. 1945
- Peronospora knautiae Fuckel 1886
- Peronospora kochiae-prostratae Sandu & Iacob 1970
- Peronospora kochiae-scopariae Kochman & T. Majewski 1967
- Peronospora lagerheimii Gäum. 1923
- Peronospora lallemantiae Golovin & Kalymb. 1953
- Peronospora lamii A. Braun 1857
- Peronospora lanceolatae Gapon. 1972
- Peronospora lapponica Lagerh. 1888
- Peronospora lathyri-aphacae Săvul. & Rayss 1930
- Peronospora lathyri-hirsuti Săvul. & Rayss 1934
- Peronospora lathyri-humilis Benua 1931
- Peronospora lathyri-maritimi Jermal. 1966
- Peronospora lathyri-palustris Gäum. 1923
- Peronospora lathyri-pisiformis M.I. Nikol. 1970
- Peronospora lathyri-rosei Osipian 1968
- Peronospora lathyri-verni A. Gustavsson 1959
- Peronospora lathyri-versicoloris Săvul. & Rayss 1932
- Peronospora lathyrina Vienn.-Bourg. 1950
- Peronospora leonuri T.R. Liu & C.K. Pai 1985
- Peronospora lepidii-sativi Gäum. 1918
- Peronospora lepidii-virginici Gäum. 1918
- Peronospora leptalei Kolosch. 1951
- Peronospora leptoclada Sacc. 1882
- Peronospora leptopyri C.K. Pai 1957
- Peronospora leptosperma Gäum. 1923
- Peronospora lilii Stenina 1968
- Peronospora limonii Simonyan 1976
- Peronospora linariae Fuckel 1870
- Peronospora linariae-genistifoliae Săvul. & Rayss 1932
- Peronospora lini Ellis & Kellerm. 1876
- Peronospora lithospermi Gäum. 1923
- Peronospora litwinowiae Kalymb. 1961
- Peronospora lophanthi Farl. 1883
- Peronospora luffae (Sawada) Skalický 1966
- Peronospora lutea Carmona y Valle 1885
- Peronospora lychnitis Gäum. 1923
- Peronospora lycii L. Ling & M.C. Tai 1946
- Peronospora macrocarpa Corda 1842
- Peronospora macrocarpa Rabenh. 1848
- Peronospora macrospora Unger 1847
- Peronospora malcolmiae Lobik 1931
- Peronospora manshurica (Naumov) Syd. 1923
- Peronospora matthiolae Gäum. 1918
- Peronospora maublancii Săvul. & Rayss 1934
- Peronospora mayorii Gäum. 1923
- Peronospora meconopsidis Mayor 1958
- Peronospora media Gäum. 1920
- Peronospora medicaginis-minimae Gapon. 1972
- Peronospora medicaginis-orbicularis Rayss 1945
- Peronospora medicaginis-tianschanicae Gapon. 1972
- Peronospora megasperma Berl. 1898
- Peronospora melampyri (Bucholtz) Davis 1932
- Peronospora melampyri-cristati Săvul. & Rayss 1930
- Peronospora melampyri-cristati Săvul. & Rayss 1935
- Peronospora melandryi Gäum. 1923
- Peronospora meliloti Syd. 1923
- Peronospora melissiti Byzova & Dejeva 1977
- Peronospora menioci Kolosch. 1951
- Peronospora menthae H.C. Bai & X.Y. Cheng 1991
- Peronospora menthae X.Y. Cheng & H.C. Bai 1986
- Peronospora mesembryanthemi Verwoerd 1924
- Peronospora microulae Y.R. Meng & G.Y. Yin 1989
- Peronospora minima G.W. Wilson 1914
- Peronospora minuta Vienn.-Bourg. 1954
- Peronospora mirabilis Jacz. 1931
- Peronospora moenchiae Sousa da Câmara & Oliveira 1944
- Peronospora momordicae (Sawada) Skalický 1966
- Peronospora moreani Rayss 1934
- Peronospora muscorum Sorokīn 1872
- Peronospora myagri Mayor 1962
- Peronospora myosotidis de Bary 1863
- Peronospora myosuri Fuckel 1870
- Peronospora narbonensis Gäum. 1920
- Peronospora nasturtii-montani Gäum. 1918
- Peronospora nasturtii-palustris S. Ito & Tokun. 1935
- Peronospora nemophilae C.G. Shaw 1951
- Peronospora nivea de Bary 1863
- Peronospora nonneae Jacz. & Sergeeva 1931
- Peronospora oblatispora Y.J. Choi, Constant. & H.D. Shin 2007
- Peronospora obovata Bonord. 1860
- Peronospora ochroleuca Ces. 1855
- Peronospora odessana Voglmayr & Korytn. 2015
- Peronospora oerteliana J.G. Kühn 1884
- Peronospora omphalodis Gäum. 1923
- Peronospora ononidis G.W. Wilson 1910
- Peronospora ornithopi Gäum. 1923
- Peronospora orobi Gäum. 1923
- Peronospora orontii J. Schröt. ex Syd. 1913
- Peronospora oxalidis Koval 1961
- Peronospora oxalidis Verwoerd & Du Plessis 1932
- Peronospora oxybaphi Ellis & Kellerm. 1885
- Peronospora oxytropis Gäum. 1923
- Peronospora pachyphragmatis-macrophylli Savinceva 1974
- Peronospora palustris Gäum. 1918
- Peronospora papaveris Tul. 1854
- Peronospora papaveris-pilosi Vienn.-Bourg. 1954
- Peronospora parietariae Roum. 1883
- Peronospora parietariae Vanev & E.G. Dimitrova 1988
- Peronospora parva Gäum. 1926
- Peronospora parvula W.G. Schneid.
- Peronospora patriniae Kalymb. 1961
- Peronospora paula A. Gustavsson 1959
- Peronospora pedicularis Palm 1911
- Peronospora pennsylvanica Gäum. 1923
- Peronospora perillae Miyabe 1935
- Peronospora phacae Gäum. 1923
- Peronospora phlogina Dietel & Holw. 1894
- Peronospora phyteumatis Fuckel 1865
- Peronospora phyteumatis Niessl
- Peronospora plantaginis Underw. 1897
- Peronospora pocutica T. Majewski 1969
- Peronospora polycarpi Mayor & Vienn.-Bourg. 1950
- Peronospora polygoni Halst. 1919
- Peronospora polygoni-convolvuli A. Gustavsson 1959
- Peronospora pospelovii Gapon. 1972
- Peronospora potentillae de Bary 1863
- Peronospora potentillae-americanae Gäum. 1923
- Peronospora potentillae-anserinae Gäum. 1923
- Peronospora potentillae-reptantis Gäum. 1923
- Peronospora potentillae-sterilis Gäum. 1923
- Peronospora pseudostellariae G.Y. Yin & Z.S. Yang 1994
- Peronospora pulmonariae Gäum. 1919
- Peronospora pulmonariae Jacz. 1931
- Peronospora pulveracea Fuckel 1863
- Peronospora radii de Bary 1864
- Peronospora ranunculi Gäum. 1923
- Peronospora ranunculi-carpatici Săvul. & Rayss 1932
- Peronospora ranunculi-flabellati Vienn.-Bourg. 1954
- Peronospora ranunculi-oxyspermi Jacz. & Sergeeva 1931
- Peronospora ranunculi-peduncularis Roiv. 1977
- Peronospora ranunculi-sardoi Săvul. & Rayss 1930
- Peronospora ranunculi-steveni Săvul. & Rayss 1930
- Peronospora rapistri Jacz. & Sergeeva 1931
- Peronospora rapistri Oescu & Rădul. 1933
- Peronospora rhaetica Gäum. 1923
- Peronospora ribicola J. Schröt. 1883
- Peronospora rocheliae Kalymb. 1961
- Peronospora roemeriae Zaprom. 1928
- Peronospora romanica Săvul. & Rayss 1932
- Peronospora rossica Gäum. 1923
- Peronospora rubiae Gäum. 1923
- Peronospora ruegeriae Gäum. 1923
- Peronospora rugosa Jacz. & P.A. Jacz. 1931
- Peronospora rumicis-rosei Rayss 1945
- Peronospora sakamotoi S. Ito & Tokun. 1935
- Peronospora salicorniae Enkina 1969
- Peronospora salviae-officinalis Y.J. Choi, Thines & H.D. Shin 2009
- Peronospora salviae-plebeiae Y.J. Choi, Thines & H.D. Shin 2009
- Peronospora sanguisorbae Gäum. 1923
- Peronospora satarensis S.D. Patil 1962
- Peronospora saturejae-hortensis Osipian 1968
- Peronospora savulescui Rayss 1938
- Peronospora savulescui Sandu 1960
- Peronospora saxatilis Gäum. 1918
- Peronospora saxifragae Bubák 1903
- Peronospora scleranthi Rabenh. ex J. Schröt. 1886
- Peronospora scutellariae Bejlin 1924
- Peronospora scutellariae Gäum. 1923
- Peronospora sempervivi Schenk
- Peronospora senneniana Gonz. Frag. & Sacc. 1917
- Peronospora septentrionalis Gäum. 1923
- Peronospora seymourii Burrill 1897
- Peronospora sherardiae Fuckel 1863
- Peronospora sicyicola Trel. 1883
- Peronospora sideritidis Byzova 1977
- Peronospora silvatica Gäum. 1919
- Peronospora silvestris Gäum. 1918
- Peronospora simonianii Osipian 1968
- Peronospora sinensis D.Z. Tang 1985
- Peronospora sisymbrii-intermedii Gäum. 1918
- Peronospora sisymbrii-officinalis Gäum. 1918
- Peronospora sisymbrii-orientalis Gäum. 1918
- Peronospora solenanthi Byzova 1977
- Peronospora somniferi Voglmayr 2014
- Peronospora sonchi Gapon. 1952
- Peronospora sophiae-pinnatae Gäum. 1918
- Peronospora sordida Berk. 1861
- Peronospora sparsa Berk. 1862
- Peronospora speculariae Gäum. 1919
- Peronospora sphaeroides W.G. Sm. 1884
- Peronospora stachydis Syd. 1923
- Peronospora statices Lobik 1928
- Peronospora stellariae-aquaticae Sawada 1925
- Peronospora stellariae-radiantis S. Ito & Tokun. 1935
- Peronospora stellariae-uliginosae Sawada 1925
- Peronospora stigmaticola Raunk. 1893
- Peronospora streptolomatis Golovin & Kalymb. 1953
- Peronospora symphyti Gäum. 1923
- Peronospora syreniae Enkina 1969
- Peronospora syreniae-cuspidatae Oescu & Rădul. 1932
- Peronospora sysymbrii-officinalis Gäum. 1918
- Peronospora takahashii S. Ito 1943
- Peronospora taurica Jacz. 1931
- Peronospora tauscheriae Kalymb. 1961
- Peronospora teesdaliae Gäum. 1918
- Peronospora teloxydis Jacz. & P.A. Jacz. 1931
- Peronospora tetragonolobi Gäum. 1923
- Peronospora tetragonolobi-palestini Rayss 1938
- Peronospora teucrii Gäum. 1923
- Peronospora teucrii Y.S. Paul & L.N. Bhardwaj 1988
- Peronospora thesii Lagerh. 1888
- Peronospora thlaspeos-alpestris Gäum. 1918
- Peronospora thymi P. Syd. 1887
- Peronospora thyrocarpi L. Ling & M.C. Tai 1946
- Peronospora tomentosa Fuckel 1863
- Peronospora tornensis Gäum. 1923
- Peronospora torulariae Domashova 1960
- Peronospora tozziae Gäum. & S. Blumer 1947
- Peronospora tranzscheliana Bakhtin 1925
- Peronospora trichotoma Massee 1887
- Peronospora trifolii-cherleri Rayss 1961
- Peronospora trifolii-clypeati Rayss 1961
- Peronospora trifolii-formosi Rayss 1961
- Peronospora trifolii-minoris Gäum. 1923
- Peronospora trifolii-pilularis Rayss 1961
- Peronospora trifolii-purpurei Rayss 1961
- Peronospora trifoliorum de Bary 1863
- Peronospora trifurcata Unger 1847
- Peronospora trigonellae Gäum. 1923
- Peronospora trigonotidis S. Ito & Tokun. 1935
- Peronospora turritidis Gäum. 1918
- Peronospora uljanishchevii Tunkina 1955
- Peronospora ussuriensis Jacz. 1931
- Peronospora valerianae Trail 1889
- Peronospora valerianellae Fuckel 1863
- Peronospora valesiaca Gäum. 1919
- Peronospora verbasci Gäum. 1923
- Peronospora verbenae U. Braun, Jage, Udo Richt. & H.J. Zimm. 2009
- Peronospora verna Gäum. 1918
- Peronospora vernalis Gäum. 1923
- Peronospora veronicae-cymbalariae Rayss 1945
- Peronospora vexans Gäum. 1923
- Peronospora viciae (Berk.) Casp. 1855
- Peronospora viciae-venosae Jacz. & P.A. Jacz. 1931
- Peronospora viciicola L. Campb. 1935
- Peronospora viennotii Mayor 1952
- Peronospora vincae J. Schröt. 1874
- Peronospora violacea Berk. 1860
- Peronospora violae de Bary 1863
- Peronospora viticola Berk. & M.A. Curtis 1875
- Peronospora vvedenskyi Golovin 1950
- Peronospora whippleae Ellis & Everh. 1895
- Peronospora yamadana Togashi 1935
- Peronospora ziziphorae Byzova 1964